# Dashahe Shuiku
Dashahe Shuiku (kinesiska: 大沙河水库) är en reservoar i Kina. Den ligger i provinsen Guangdong, i den södra delen av landet, omkring 110 kilometer sydväst om provinshuvudstaden Guangzhou. Dashahe Shuiku ligger 37 meter över havet. Omgivningarna runt Dashahe Shuiku är en mosaik av jordbruksmark och naturlig växtlighet.
Genomsnittlig årsnederbörd är 2 414 millimeter. Den regnigaste månaden är juli, med i genomsnitt 368 mm nederbörd, och den torraste är januari, med 26 mm nederbörd.